# San Sebastián de la Gomera
San Sebastián de La Gomera je glavno mesto in občina La Gomera na Kanarskih otokih v Španiji. Tu je tudi glavno pristanišče. Leta 2018 je bilo prebivalcev 8945, površina pa je 113,59 kvadratnih kilometrov.
Pristanišče nudi trajektne povezave do otokov Tenerife, La Palma in El Hierro. Ulice so Calle Real in F. Olsen. Avtobusna postaja z imenom Estación de Guaguas se uporablja za avtobusne linije po vsem otoku; je na Avenida Del Quinto Centenario.

## Zgodovina
San Sebastián de La Gomera je eno od naselbinskih območij Gomerov (avtohtonih prebivalcev). Leta 1440 je Hernán Peraza zasedel današnjo prestolnico otoka na koncu grape Barranco de la Villa. Dal mu je ime San Sebastián.
Prve stavbe, zgrajene preden je bil otok popolnoma zavzet, so cerkev Ermita de San Sebastián, ki je zdaj izven mestnega središča, Casa de los Peraza na posestvu Pozo de la Aguada in cerkev Iglesia de Nra. Sra. de La Asunción na Calle del Medio, ki je bila sprva le majhna kapela, in 15 metrov visok, trinadstropni obrambni stolp Torre del Conde (Grofov stolp) sredi doline. Hernán Peraza (starejši) je to dal zgraditi okoli leta 1450 za zaščito pred domorodci.
Glavno mesto otoka se razvija iz dveh smeri, od Casa de los Peraza in od Iglesia de la Asunción, med katerima je bila kasneje zgrajena Calle Real, začetek Camino Real (Kraljeva pot), najpomembnejše ulice na otoku.
Dne 6. septembra 1492 je Krištof Kolumb, potem ko je obnovil svoje zaloge in opravil popravila, odšel iz San Sebastiána de La Gomera na svojo prvo odpravo v Ameriki.. Doña Beatriz de Bobadilla, vdova grofa Hernána Peraze, mu je pomagala pri popravilu njegove najhitrejše ladje Pinta. V stari carinarnici La Aguada še vedno stoji vodnjak, iz katerega je Kolumb dobil vodo za prehod in »krst Amerike«.

## Znamenitosti
- grofov stolp, Torre del Conde v istoimenskem parku
- muzej Casa de Colón s Kolumbovim vodnjakom
- vodnjak Pozo de La Aguada v stari carinarnici
- skala Los Roques
- soteska Barranco del Cabrito
- Naravni rezervat Puntallana
- Naravni park Majona razglašen leta 1990, pokriva 1751,1 hektarjev in je v severovzhodnem delu La Gomere. V notranjosti so pečine, pobočja in velike grape, kot sta Majona in Juel, ter nekaj izvirov. Območje, kjer je bila paša razvita od osvajanja dalje, ima različne endemite in ogrožene vrste. Tu so formacije Laurisilva canaria, kaktusov, mlečkov in borov gozd. Po favni izstopajo kuščarji (Gallotia galloti), rumenokljuni viharnik (Calonectris diomedea), skalni golob (Columba livia), ribji orel (Pandion haliaetus) in sokol selec (Falco pelegrinoides).
- Parador Conde de La Gomera; 70 metrov nad morjem v Lomo de la Horca. To je nekdanji luksuzni hotel v državni lasti, večinoma postavljen v zgodovinskih stavbah

### Cerkev Nuestra Señora de la Asuncion
Zgodovina Iglesia de Nuestra Señora de la Asunción sega v 15. stoletje. Hernán Peraza (»El Viejo«) je okoli leta 1450 zgradil enoladijsko kapelo iz opeke in ruševin. Ta bogoslužni kraj, trdnjava kot vladarjeva rezidenca in začetna pot, je bila izhodišče za vse otoške povezave (takrat z ladjami ali čolni) in na koncu jedro vasi. Kapela je nato postala zadnje počivališče vladarjevega sina Guilléna Peraze in je bila priča hvalnici Kolumbove flote sv. Mariji, Salve Marinera. Konec 15. stoletja, kmalu po Kolumbovem odhodu v Ameriko, so kapelo podrli in na njenem mestu postavili novo, triladijsko cerkev. V naslednjih petdesetih letih je dobila najboljšo kakovost in količino opreme. Iz tega časa sta rebrasti obok iz rdečega tufa in fasada. Poznobaročni veliki oltar s Kristusovo figuro je delo kanarskega umetnika Joséja Lujána Péreza (1756–1815). Cerkev velja za pomemben primer gotske arhitekture v atlantski regiji, v kateri se arhitektura španskih katoliških monarhov združuje s portugalskim slogom Manuelino.
Kot se je zgodilo mestu, se je zgodilo tudi s cerkvijo: sčasoma so jo večkrat poškodovali ali uničili piratski napadi. Leta 1632 je bil župnik naročen za izdelavo skrinje za cerkvene knjige, da bi jih lahko hitro spravili na varno. Prav tako je moral imeti pripravljeno vrv in škripec, da je lahko hitro odstranil cerkvene zvonove in jih rešil pred ropanjem piratov.
Včasih je bila cerkev zanemarjena, korne klopi so bile uporabljene kot drva za ladijske kotle, flamske orgelske cevi so bile na težo prodane lokalnemu kovaču, oltarji so bili razžagani, podobe svetnikov pa shranjene v skladiščih.

## Galerija
- San Sebastián de La Gomera
- Grofov stolp
- cerkev Iglesia de La Asunción
- Roque de Agando
- Veliki Fred. Trajekt Olsen Express
- Staro in novo v San Sebastianu
- Stari mlin na veter v San Sebastianu